# Кузнецов Іван Петрович
Іван Петрович Кузнецов (14 жовтня 1900, село Вологодської губернії, тепер Вологодської області, Російська Федерація — 10 квітня 1956, місто Москва, Російська Федерація) — радянський діяч, голова Тамбовського і Воронезького облвиконкомів. Депутат Верховної ради СРСР 2—3-го скликань.

## Біографія
У 1922—1924 роках — секретар волосного, повітового комітету комсомолу (РКСМ) у Вологодській губернії. З 1924 до 1927 року — на профспілковій роботі.
Член РКП(б) з 1925 року.
У 1927 році — заступник завідувача організаційного відділу повітового комітету ВКП(б) Вологодської губернії.
З 1927 до 1929 року навчався в Москві.
У 1929—1930 роках — у Московському обласному комітеті Спілки металістів.
У 1930—1933 роках — начальник відділу кадрів, начальник відділу машинобудування Воронезького сільськогосподарського інституту.
У 1933—1938 роках — начальник політичного відділу радгоспу імені Мікояна Центрально-Чорноземної (Воронезької) області.
У 1938—1940 роках — начальник політичного управління Народного комісаріату харчової промисловості СРСР; начальник політичного управління Народного комісаріату рибної промисловості СРСР; відповідальний контролер Комісії партійного контролю при ЦК ВКП(б).
У 1940—1945 роках — уповноважений Комісії партійного контролю при ЦК ВКП(б) по Саратовській області.
У березні 1945 — грудні 1948 року — голова виконавчого комітету Тамбовської обласної ради депутатів трудящих.
У 1949—1950 роках — слухач Курсів перепідготовки при ЦК ВКП(б) у Москві.
У січні — листопаді 1950 року — голова виконавчого комітету Воронезької обласної ради депутатів трудящих.
З листопада 1950 року — заступник міністра рибної промисловості СРСР.
Помер 10 квітня 1956 року.

## Нагороди
- орден Трудового Червоного Прапора
- ордени
- медалі